# 코스트 스타라이트
코스트 스타라이트(영어: Coast Starlight)는 미국 워싱턴주 시애틀 킹스트리트 역에서 캘리포니아주 로스앤젤레스 유니언 역까지 운행되는 장거리 열차이다.

## 역사 및 현황
1937년부터 1971년까지 서던 퍼시픽 철도가 운행하던 코스트 데이라이트가 폐지되면서 신설된 장거리 열차로 이 열차의 경우 미국 캘리포니아주의 서해안 지방으로 관통한다. 전 구간 이용 시 1박 2일 소요된다. 2011년 기준으로 426,584명이 이 열차를 이용했다. 또한 새크라멘토와 산호세간 캐피톨 코리더, 퍼시픽 서프라이너와 연계가 가능하다.

## 운행 노선

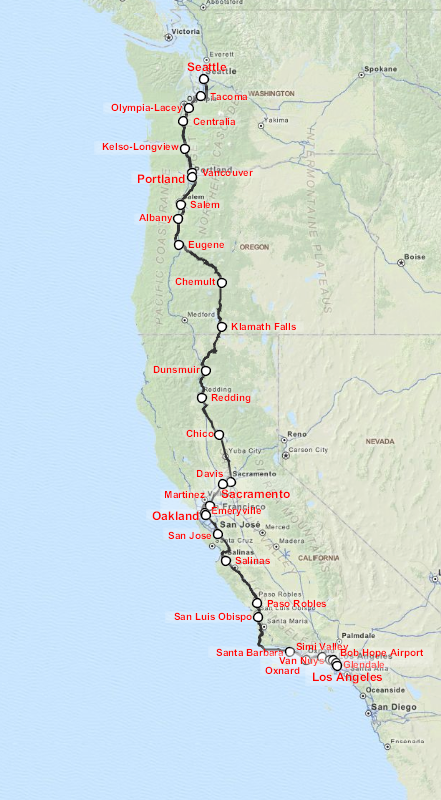
암트랙 코스트 스타라이트 노선도 (interactive map)

## 사진

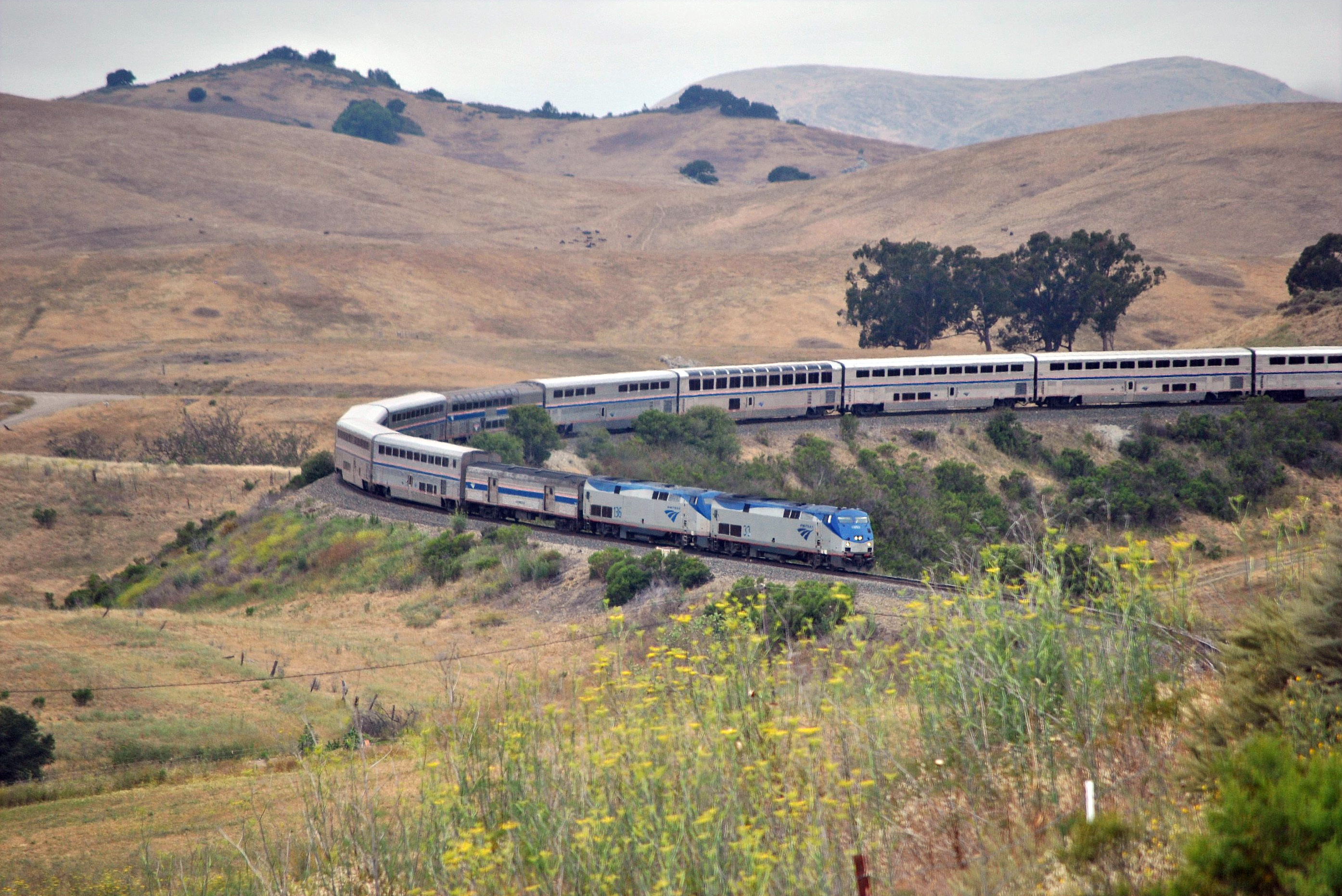
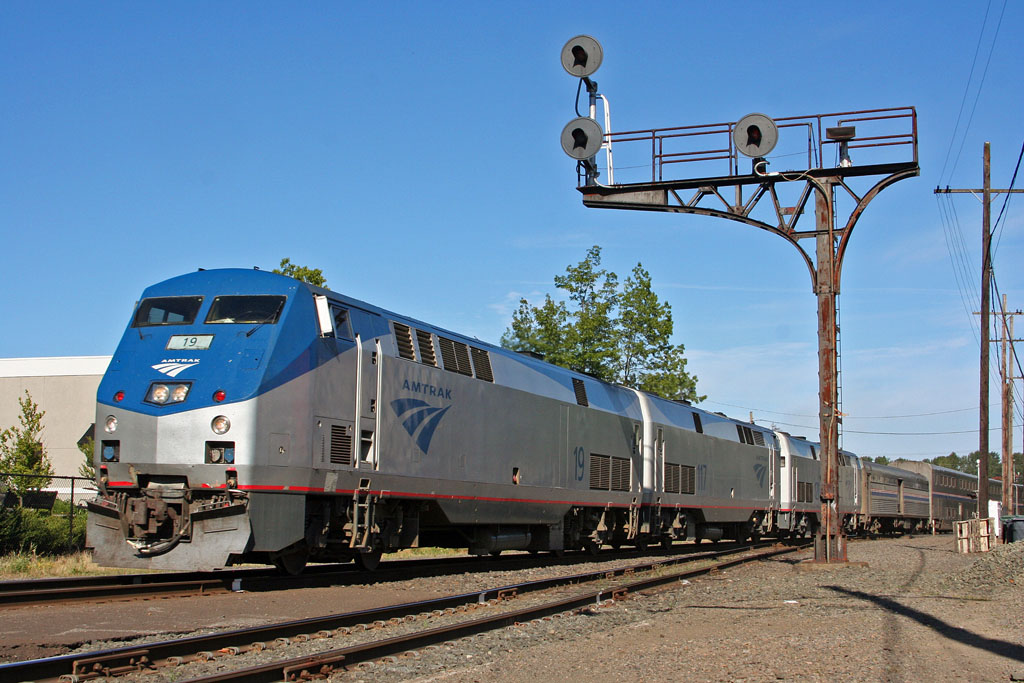
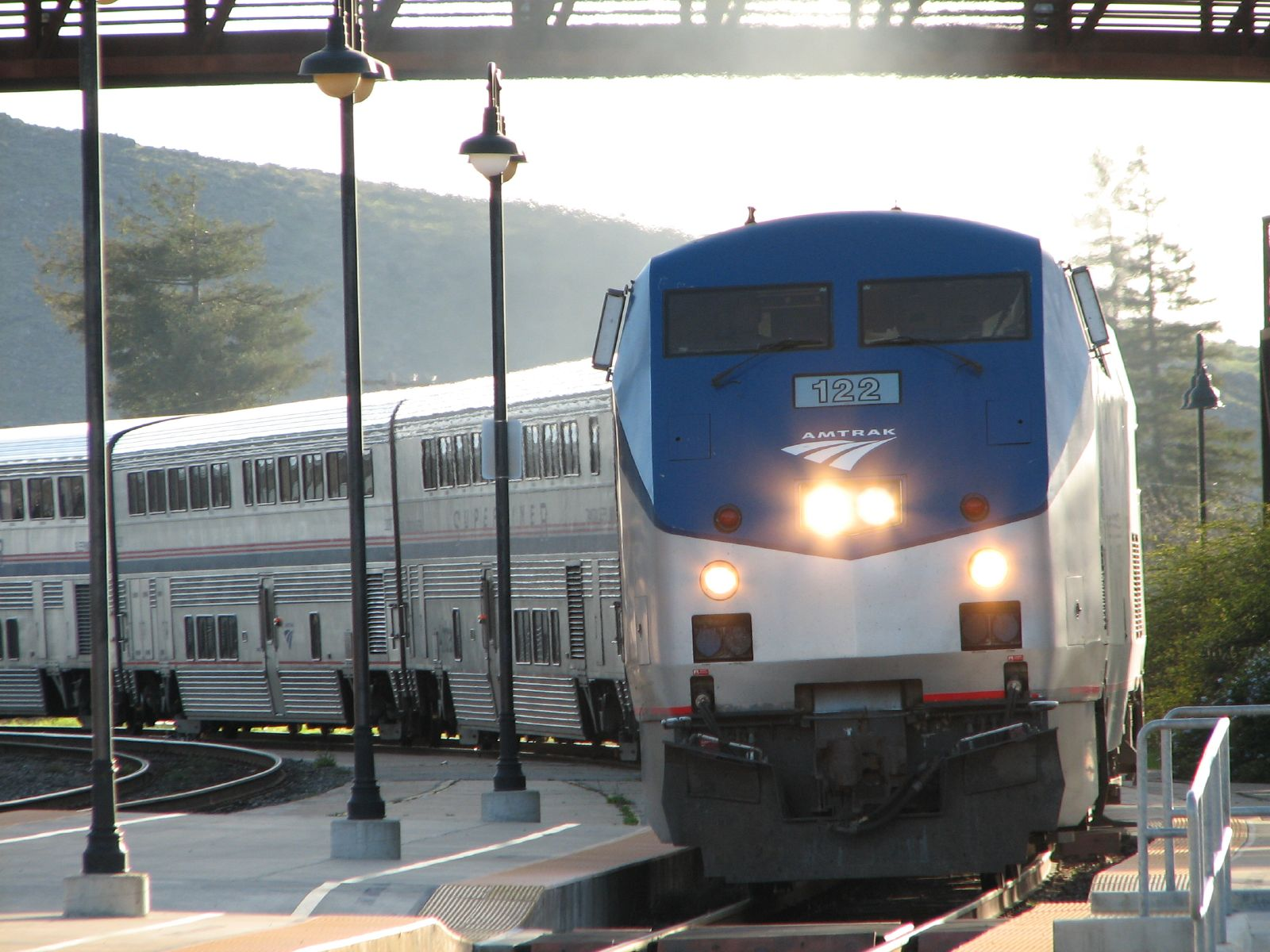
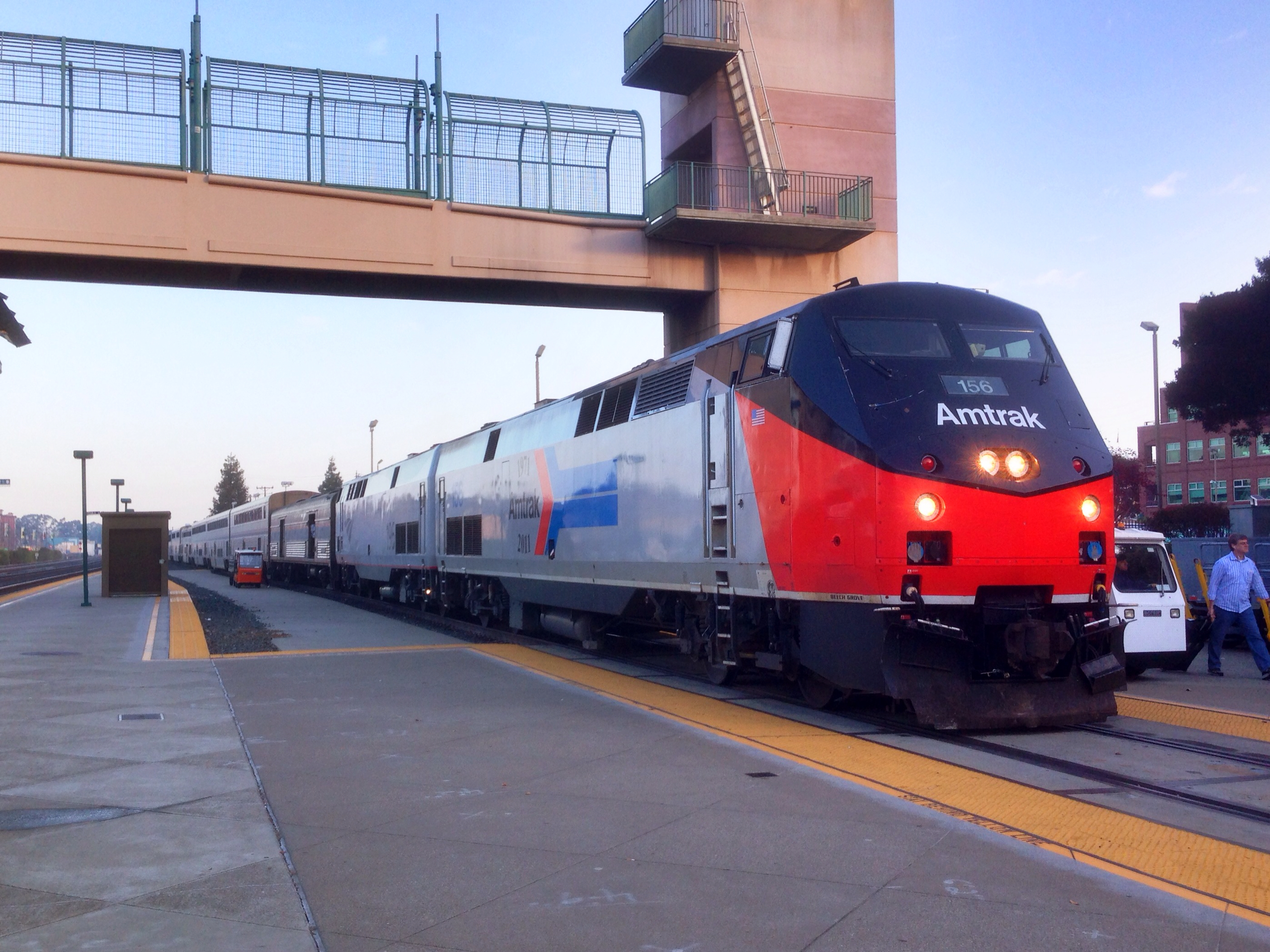